# Absolute Body Control
Absolute Body Control — электронный проект из Бельгии, первый существующий проект музыкантов Dirk Ivens и Eric Van Wonterghem.

## История
С самого начала Absolute Body Control позиционировали себя как синти-поп-группу, подобно Suicide и D.A.F.. В ней участвовали Mark De Jonghe (синтезатор) и Veerle De Schepper (бэк-вокал), пока Mark не покинул проект в 1981 году, тогда его заменил Eric Van Wonterghem. За свою музыкальную карьеру Absolute Body Control выпустили множество альбомов и компиляций, с успехом выступили на фестивале Wave-Gotik-Treffen. В 2008 году, после воссоединения, Absolute Body Control выпустили альбом «Wind[Re]Wind», который содержит их лучшие треки.

## Дискография

### Кассеты
| Релиз | Название              |
| 1981  | Absolute Body Control |
| 1982  | Numbers               |
| 1983  | Figures               |
| 1984  | Live                  |
| 1984  | Tracks                |

### Синглы
| Релиз | Название          |
| 1981  | Is There An Exit? |

### Сборники
- Eat This CD (VUZ/Subtronic 1983)
- Lost/Found 2CD (Tarantulla Productions 2005)
- Tapes 81-89 5LP (Vinyl-on-demand 2007)
- Wind[Re]Wind LP (Minimal Maximal 2007 — ltd to 500 copies — features re-recorded versions)